# Japan Rail Pass
Le Japan Rail Pass est un titre de transport permettant de circuler en train, en bus ou en bateau à travers le Japon avec les compagnies régionales Japan Railways durant 7, 14 ou 21 jours consécutifs. Ce titre est destiné exclusivement aux touristes étrangers qui viennent visiter le pays car il ne peut être acheté qu'en dehors du Japon. Seuls les Japonais vivant à l’étranger de manière permanente ou mariés à une personne non Japonaise résidant en dehors du Japon peuvent bénéficier du pass. 

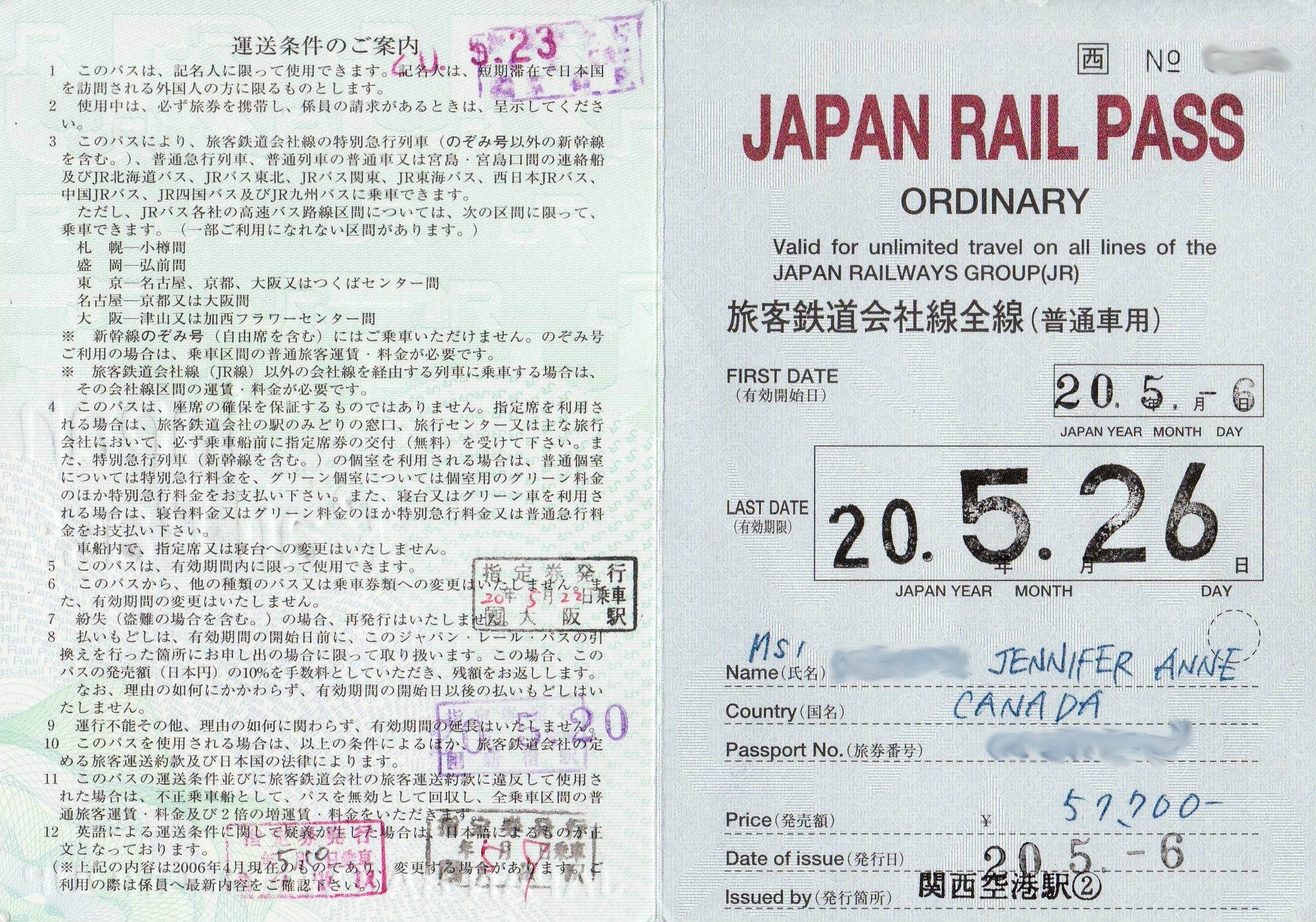
Le Japan Rail Pass, en 2008.

Des titres de transport équivalents sont disponibles pour voyager sur certaines compagnies JR locales et régionales.

## Tarifs
Les prix varient en fonction du nombre de semaines achetées. Ils sont fixés en yens par la compagnie et sont soumis aux augmentations de la TVA japonaise.
| Classe   | Classe | 7 Jours  | 14 Jours  | 21 Jours  |
| -------- | ------ | -------- | --------- | --------- |
| Standard | Adulte | 50,000 ¥ | 80,000 ¥  | 100,000 ¥ |
| Standard | Enfant | 25,000 ¥ | 40,000 ¥  | 50,000 ¥  |
| Green    | Adulte | 70,000 ¥ | 110,000 ¥ | 140,000 ¥ |
| Green    | Enfant | 35,000 ¥ | 55,000 ¥  | 70,000 ¥  |

Après des années à un prix très intéressant pour les touristes (le pass d'une semaine s'amortissait quasiment avec un aller-retour Tokyo Kyoto), le Japan Rail Pass a subi une forte augmentation en octobre 2023. Depuis cette date, il est plus difficile de rentabiliser le Japan Rail Pass.

## Mode de fonctionnement
Le Japan Rail Pass s'acquiert à l'étranger sous forme de coupon: il est ensuite échangé contre le véritable titre de transport dans l'une des agences présentes dans les aéroports et grandes gares du Japon.
Le "Pass" permet de voyager sur toutes les lignes Japan Railways (JR), c’est-à-dire toutes les grandes lignes du pays, Shinkansen inclus. Il est aussi valable sur les bus et ferries exploités par JR. Cela étant dit, de nombreuses lignes locales sont opérées par d'autres compagnies (Hankyu, Nankai, Keio, Keisei, Meitetsu, Kintetsu, etc.) avec lesquelles le Japan Rail Pass n'est pas valable. Depuis octobre 2023, le JR Pass permet de voyager sur les Shinkansen les plus rapides nommés Nozomi et Mizuho moyennant un supplément dépendant de la distance parcourue (4,180 yen pour Tokyo Nagoya, 8140 yen pour Tokyo Hakata). Les Nozomi sont de loin les Shinkansen les plus fréquents sur la ligne Tokaido, avec presque un départ toutes les 10 à 15 minutes.
Pour réserver une place dans les voitures "Reserved", il faut se présenter aux guichets portant la mention "JR Line tickets" ou "JR Line & Shinkansen tickets" et montrer son JR Pass. Il est aussi possible de réserver des sièges sur des machines dans les gares. La réservation est gratuite et n'a réellement d'intérêt que sur les Shinkansen et sur les autres trains à grand parcours, ou pendant les périodes de congés nationaux (tels que la Golden Week ou O-Bon).